# 43083 Франкконрад
43083 Франкконрад (43083 Frankconrad) — астероїд головного поясу, відкритий 19 листопада 1999 року.
Тіссеранів параметр щодо Юпітера — 3,456.